# 三门峡职业技术学院

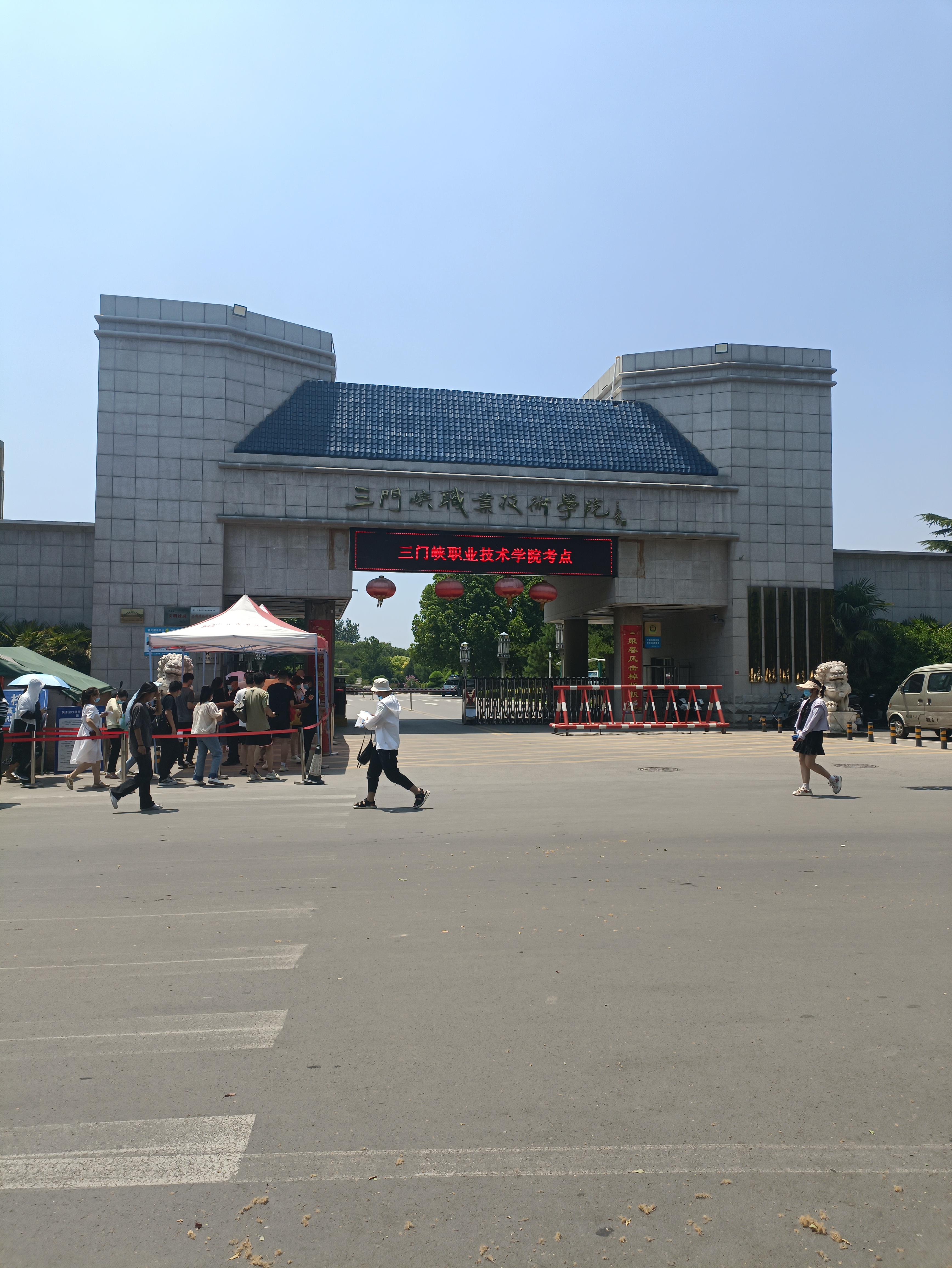
三门峡职业技术学院

三门峡职业技术学院是一所位于中华人民共和国河南省三门峡市的全日制公办省属普通高级专科学校，创建于1999年，由豫西师范学校、三门峡广播电视大学和三门峡工学院合并而成。

## 历史
学校的历史可以追溯到1946年建立的河南省立灵宝师范学校、1979年成立的河南省广播电视大学三门峡分校及1988年成立的三门峡大学（专科）。1999年，三校合并成为三门峡职业技术学院。
2015年4月，在三门峡市与河南科技大学的合作下，二者在三门峡市职教园区依托三门峡职业技术学院的教育资源成立了河南科技大学应用工程学院。
2019年9月30日，三门峡职业技术学院举办建校20周年庆祝活动。